# Anthurium clavigerum
Anthurium clavigerum är en kallaväxtart som beskrevs av Eduard Friedrich Poeppig. Anthurium clavigerum ingår i släktet Anthurium och familjen kallaväxter. Inga underarter finns listade.